# Јејлов дечији истраживачки центар
Јејлов дечији истраживачки центар (енгл. Yale Child Study Center) је одељење у медицинској школи на универзитету Јејл. Центар спроводи истраживања и пружа медицинску обуку за децу и породицу. Теме истраживања су: аутизам и сродни поремећаји, педијатријске забринутости менталног здравља итд.

## Мисије
Центар спроводи истраживања и пружа медицинску обуку за децу и породицу. Теме истраћивања су: аутизам, Туретов синдром и сродни поремећаји, педијатријске забринутости менталног здравља итд.

## Историјат
Основан је 1911, као Јејлова клиника за развој деце од стране доктора Арнолда Гезела, који се сматра оцем развоја детета у Сједињеним Државама, на чијем челу је био до 1948. године. Остали директори центра су:
- Милтон Сен (1948—1966)
- Алберт Солнит (1966—1983)
- Доналд Коен (1983—2001)
- Џон Шовелтер (в.д.) (2001—2002)
- Алан КЕздин (2002—2006)
- Фред Волмарк (2006—2014)[6]
- Линда Мајес (2014-)[7]